# Paul Moth

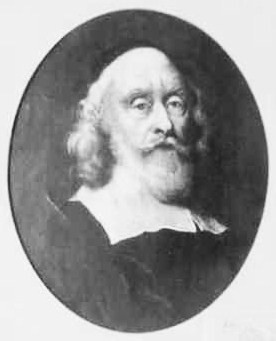
Dr. Paul (von) Moth, königlicher Leibarzt

Paul Moth (* 16. September 1600 in Flensburg; † 6. Mai 1670 in Kopenhagen) war ein dänischer Arzt.

## Leben und Wirken
Paul Moth war ein Sohn von Matthias Moth (* um 1567; † nach 1642) und dessen Ehefrau Ingeborg, vermutlich geborene Jürgensen. Der Vater arbeitete als Wundarzt am Hof des römisch-deutschen Kaisers in Prag und später in Flensburg.
Zu Moths Geburtsdatum sind unterschiedliche Angaben zu finden. Einem Programm der Universität Kopenhagen, das nach seinem Tod verlegt wurde, ist als Geburtsdatum der 3. September „anno superioris seculi“ zu entnehmen. Ein Abdruck hiervon erschien in einer Gedenkschrift Thomas Bartholins. Diese Quelle gilt als zuverlässiger und nennt den 16. September „anno huius seculi primo“. Johann Moller interpretierte hieraus das Jahr 1601 als Geburtsjahr. Gemäß einer Grabschrift Bartholins, die Erik Pontoppidan der Jüngere veröffentlichte, ist jedoch das Jahr 1600 wahrscheinlicher.
Nach dem Besuch der Lateinschule in Flensburg, dem heutigen Alten Gymnasium, erhielt Moth von seinem Vater eine Ausbildung als Wundarzt. Um 1620, und somit bereits in höherem Alter, besuchte er die Gelehrtenschule des Johanneums in Hamburg. Am 21. Januar 1624 schrieb er sich am Akademischen Gymnasium in Hamburg ein und arbeitete begleitend hierzu als Hauslehrer des Ratsherren Twestreng. Am 22. Juli 1626 immatrikulierte er sich an der Universität Königsberg und nahm ein Medizinstudium auf. Im Spätsommer 1628 wechselte er nach Kopenhagen. Als Privatlehrer unterrichtete er während dieser Zeit Caspar und Thomas Bartholin und deren Vettern Thomas und Didrik Fuiren, deren Vater der Arzt Jørgen Fuiren war. So wurde Moth mit den gelehrten Nachkommen Thomas Fincks bekannt, darunter Ole Worm.
Am 12. Mai 1632 schrieb sich Moth an der Universität Leiden ein. Er beschäftigte sich hier mit der Anatomie. Im Rahmen einer Sektion führte er dem Anatomen Adrian Valckenburg die Nebennieren vor, die dieser somit erstmals sah. Zu Reputation verhalf Moth, dass er erfolgreich Claus von Ahlefeldt behandelte. Dieser hatte bei einem Duell einen Durchstoß des Brustkorbs und eine Verletzung des Zwerchfells erlitten.
Nach zwei Jahren in Leiden kehrte Moth zurück in die Heimat und begann ein halbes Jahr später seine Grand tour. Am 1. Juni 1635 immatrikulierte er sich erneut in Leiden. Danach besuchte er London, Paris, Orléans, Montpellier, Genua, Pisa, Florenz, Siena, Rom und Neapel. Anschließend blieb er längere Zeit an der Universität Padua und reiste über Mailand, Marseille und Lyon nach Basel. Hier blieb er ein halbes Jahr und erhielt im November 1637 den Doktortitel. Gemeinsam mit dem dänischen Adligen Lauge und Hans Beck führte ihn der Rückweg weiter über Genf und Sancerre, wo er circa neun Monate lebte. Anfang 1639 schrieb er sich in Bourges ein, danach in Paris, London und am 9. Januar 1640 ein drittes Mal in Leiden. Im selben Jahr kehrte er in die Heimat zurück.
Moth arbeitete danach als Stadtphysikus in Kiel und machte dort Anfang 1641 Bekanntschaft mit dem Dichter und Komponisten Georg Neumark. Anschließend ließ er sich als Arzt in Flensburg nieder. Kriegsbedingt zog er 1644 nach Lübeck und 1646/47 nach Odense. Vermutlich auch aufgrund vorheriger Kontakte erhielt er 1651 einen Ruf an den Hof des Königs von Dänemark in Kopenhagen. Wenig später wurde er Leibarzt Friedrichs III. Außerdem übernahm er die Erziehung von Christian V. und weitere Aufgaben. 1659 verantwortete er das Finanzwesen der Flotte.
Moth starb als sehr angesehene Persönlichkeit. Seine Leichenrede hielt sein bekanntester Schüler Bartholin, der auch die Grabschrift verfasste. Bartholin bezeichnete ihn als vollkommenen Mediziner, der umfassendes Wissen über das gesamte medizinische Spektrum inklusive Wundarznei und Pharmakologie besaß.

## Werke
Moth publizierte wenig. In den Druck ging lediglich seine Disputation des Doktortitels und eine Abhandlung über die Heilung einer Verletzung des Zwerchfells. Mit dem Bericht wollte er nicht primär medizinische Aspekte vermitteln, sondern die von Simon Pauli angegriffene Reputation seines Berufsstandes wiederherstellen.
Über die Medizin hinaus beschäftigte sich Moth insbesondere mit alten Sprachen, Geschichte und Musik. Da er aufgrund seiner Bildung und des beruflichen Einsatzes eine angesehene Persönlichkeit war, konnte er hier zum Selbstzweck forschen.

## Familie
Moth heiratete am 1. Mai 1641 Ida Burenneus (* 1. Dezember 1624; † 26. September 1648). Ihr Vater Rudolph Burenneus war ein Kieler Bürgermeister und verheiratet mit Ide, geborene Rothfels. Aus Moths Ehe gingen vier Söhne und vier Töchter (darunter Sophie Amalie Moth) hervor, von denen zwei Söhne jung verstarben.